# Knuthenborg Park & Safari
Koordinaten: 54° 49′ 16″ N, 11° 30′ 15″ O
Der Knuthenborg Park & Safari ist ein Erlebnispark in Dänemark, der im Gutspark von Knuthenborg zwischen Bandholm und Maribo auf der Insel Lolland angelegt wurde und der größte Safari- und Erlebnispark in Nordeuropa ist.

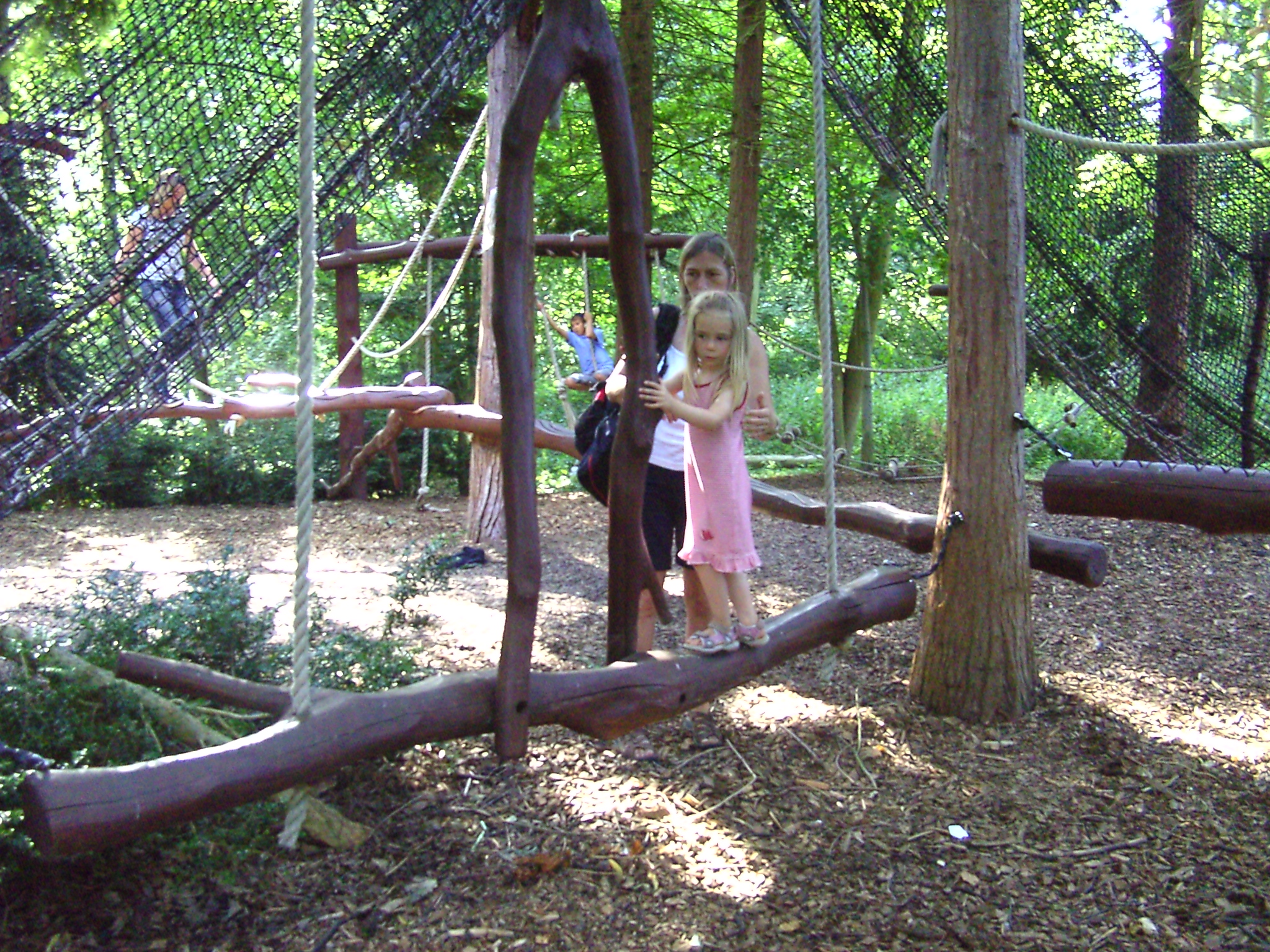
Abenteuerspielplatz

Der Park hat eine Fläche von fast 600 Hektar, ist auf der West- und auf der Südseite von einer mehr als 7 km langen und 2,5 Meter hohen Feldsteinmauer mit vier Eingangstoren (u. a. Maglemer Tor, Bandholm Tor) umgeben und wurde ursprünglich um 1866 im englischen Stil angelegt. Der Safaripark wurde allerdings erst 1969 gegründet, als Graf Adam W. Knuth, in dessen Familienbesitz sich der Park seit mehr als 300 Jahren befindet, die ersten Tiere aus Afrika (Zebras, Strauße und Antilopen) nach Bandholm bringen ließ. Heute kann man die mehr als 15 km Wege mit dem Auto befahren, um sich die mehr als 900 Tiere anzusehen, wobei man an vielen Stellen auch das Auto verlassen und die Tiere aus nächster Nähe und ohne Zäune und Gitter erleben kann.
Der Park ist in verschiedene Abteilungen unterteilt, die sich an den Kontinenten orientieren. In dem „Savanne“ genannten Bereich leben ursprünglich aus Afrika stammende Tiere wie Zebras, Giraffen, Strauße, Antilopen, Gnus und Nashörner, außerdem Watussirinder, Hausesel, Nubische Ziegen, afrikanische Zwergziegen und Schraubenhornschafe. Dazu gibt es einen separaten Bereich für Affen (Paviane) und Halbaffen (Lemuren). Aus Asien stammen Tiere wie die Wasserbüffel, das Yak, die japanischen Sikahirsche, vor allem aber die Sibirischen Tiger, die in einem eigenen Gehege untergebracht sind, das nur mit dem Auto befahren werden kann und für das strenge Sicherheitsvorkehrungen gelten. Die australische Wildnis wird durch Kängurus und Emus repräsentiert, die Prärie Nordamerikas und die Pampa Südamerikas durch Bisons und Elche.
Neben dem Tierpark existiert auf dem Gelände Dänemarks größter Naturspielplatz.

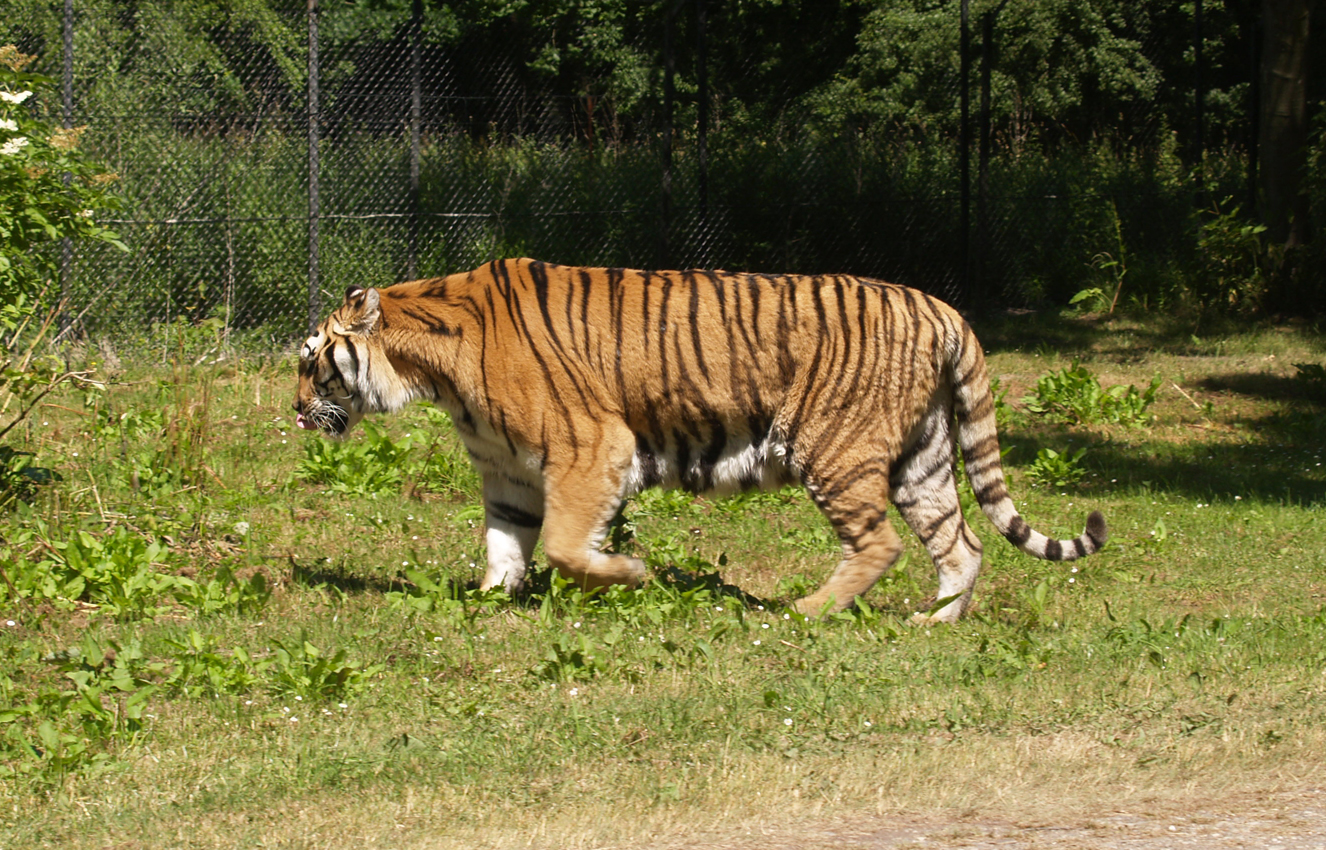
Tiger im Knuthenborg Safaripark
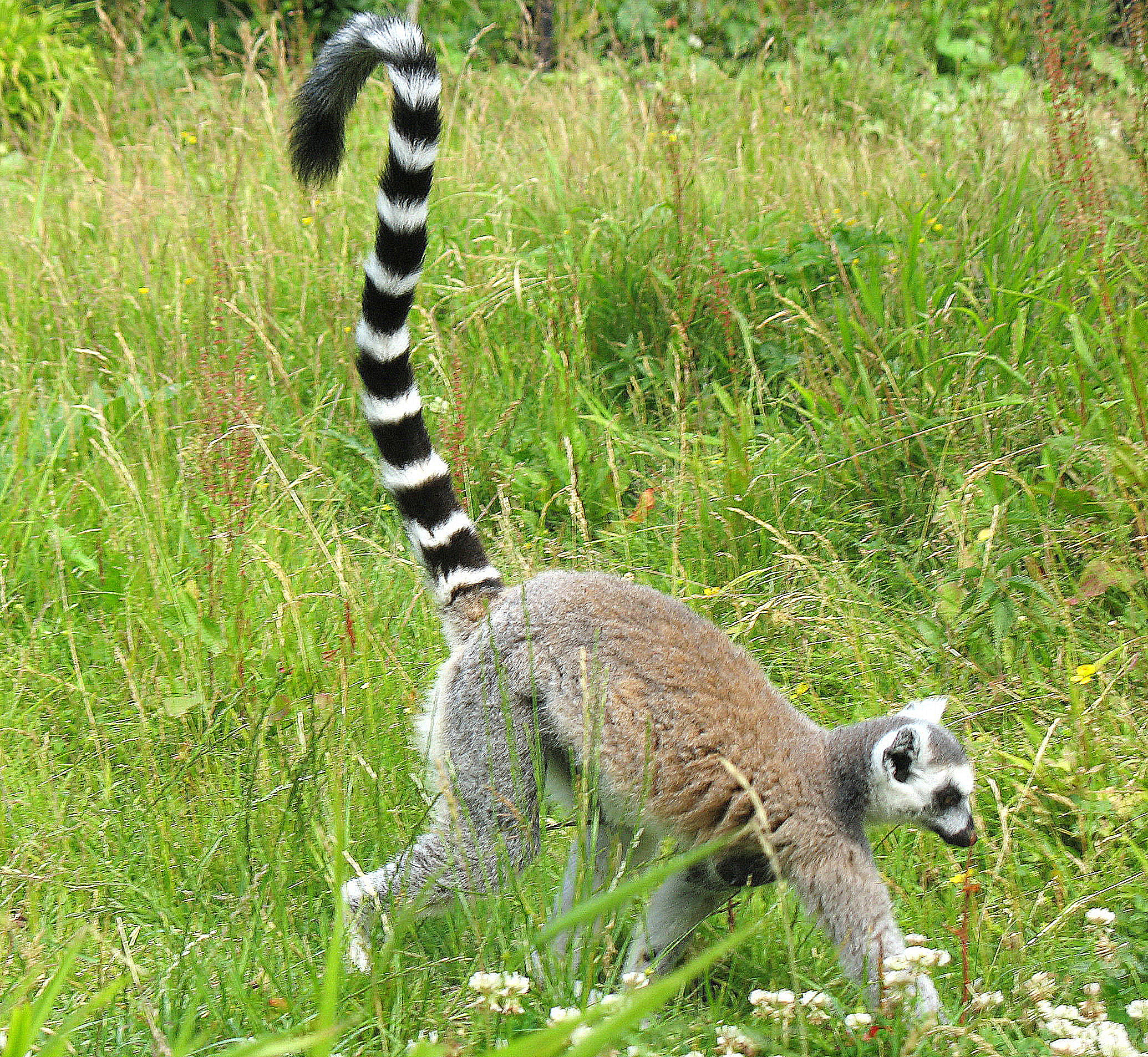
Katta im Knuthenborg Safaripark